# Глухой язычно-губной спирант
Глухой язычно-губной спирант (фрикатив) — согласный звук, встречающийся в некоторых разговорных языках.

## Свойства
- способ артикуляции — фрикативный, что означает, что он создается путем сужения потока воздуха через узкий канал в месте артикуляции, вызывая турбулентность.
- место артикуляции — язычно-губной, что означает, что он сочленяется языком с верхней губой.
- звучание глухое, то есть оно производится без колебаний голосовых связок. В некоторых языках голосовые связки активно разделены, поэтому он всегда глухой; у других связки ослаблены, так что он может принимать на себя звучание соседних звуков.
- Это оральный согласный, что означает, что воздух может выходить только через рот.
- Механизм воздушного потока является легочным, что означает, что он артикулируется путем выталкивания воздуха исключительно легкими и диафрагмой, как и в большинстве звуков.

## Примеры
| Язык           | МФА     | Значение    |
| -------------- | ------- | ----------- |
| Большой Намбас | [ˈinɛθ̼] | он астматик |